# جرج‌تاون، اسن‌شن آیلند
جرج‌تاون (به انگلیسی: Georgetown) یک منطقهٔ مسکونی در بریتانیا است که در جزیره اسنشن واقع شده‌است. جرج‌تاون ۴۵۰ نفر جمعیت دارد.